# Wetzlarer Hütte
Die Wetzlarer Hütte ist eine Schutzhütte der Sektion Wetzlar des Deutschen Alpenvereins (DAV). Sie liegt im Westerwald in Deutschland. Es handelt sich um eine Selbstversorgerhütte ohne Bewirtschaftung.

## Geschichte
Die Sektion Wetzlar wurde am 15. November 1948 in Wetzlar als Sektion Wetzlar des Deutschen Alpenvereins (DAV) gegründet. Die Wetzlarer Hütte wurde 1960 erbaut und eingeweiht und ihrer Bestimmung übergeben. 2009 wurde die Hütte renoviert.

## Lage
Die Wetzlarer Hütte steht in landschaftlich sehr reizvoller Umgebung am 605 Meter hohen Knoten, einem südlichen Ausläufer des hohen Westerwaldes, im Ortsteil Arborn der Gemeinde Greifenstein im Lahn-Dill-Kreis.

## Zustieg
- Es existiert ein Parkplatz 150 m vor der Hütte.

## Tourenmöglichkeiten
- Extratour: Rund um den Knoten, 16,4 km, 4,5 Std.
- Wäller-Tour von Rehe nach Herborn, 36,4 km, 9 Std.
- Wäller-Tour Greifenstein-Schleife - Etappe 2 – Beilstein, 22,1 km, 6 Std.[3]

## Klettermöglichkeiten
- Klettern im Westerwald.[4]

## Karten
- Kompass Karten 847 Westerwald, Siegen, Naturpark Lahn-Dill-Bergland: 2 Wanderkarten 1:50.000 im Set. ISBN 978-3991210764
- Wäller Touren Westerwald: Leporello Wanderkarte mit Ausflugszielen, Einkehr- & Freizeittipps, Straßennamen & Höhenprofil, reißfest, wetterfest, 1:25.000 (Leporello Wanderkarte: LEP-WK) Landkarte – Gefaltete Karte. ISBN 978-3899204131